# Чуковец (област Перник)
 За другото българско село вижте Чуковец (Област Силистра).  
Чуковец е село в Западна България. То се намира в община Радомир, област Перник.

## География
Село Чуковец е разположено в югоизточната част на Радомирското поле. Радомир отстои на 15 km., Дупница на 18 km., а Перник на 24 km. В древността това поле е било дъно на езеро, и районът се е наричал Мраката, поради честите мъгли.Североизточно от селото минава река Арката (Блато). Връзката с по-горните градове се извършва чрез автотранспорт и по жп линията София – Дупница, като има спирка за влака. С автомобил се излиза на магистралата София – Кулата при възел Долна Диканя, като разстоянието до София е 55 km. Селото е разположено също в подножието на източния рид на Конявската планина, с най-висока точка връх Гола глава с височина 1047 m. Земята се използва почти 100% за отглеждането на зърнени и кореноплодни култури.
Със заповед № 1126 от 8.12.1981 г. на КОПС няколко вековни дървета край селото са обявени за природна забележителност – два цера в местността „Градището“ и четири зимни дъба в местността „Свети Димитър“.

## История
Първи сведения за село Чуковец има в ориенталския отдел на Народна библиотека Св. св. Кирил и Методий. В изследване на проф. Хр. Гандев и Р.Стойков „Българската народност през 15 век“ пише следното: Село Чуковча, кааза (нахия) Радомир, санджак— Кюстендил има: 20 хаане (домакинства) вдовици – 7, войнугани – 3, диване – 1. Селото дължи – 110 акчета на бея в Радомир. Тези данни са относно първото преброяване на населението от турците през 1505 г. в Радомирско. Селото е съществувало и по времето на Втората българска държава 1187 – 1396 г. Основание за това дава крепостта Градище, която турците са унищожили. Крепостта е строена с наблюдателна кула по времето на цар Михаил Шишман през 1225.Преди 200г. селото от 3 - 4 махали се събира в едно селище. Административно и духовно сега селото е към община Радомир. Преди 100г. селяните са ходили на пазар, доктор и учение в гр. Дупница - пеша. Перник е бил без значение за с. Чуковец, а директното нашенци отиват в гр. София. Селото е първо в Радомирско където се заражда бозаджийството, научено от албанци в гр. София, около 1900г.Чуковци отиват по цялата страна след 1920г. и техните наследници са останали да живеят и сега по градовете. Първи бозаджии са били Станчо Кленовски, Благой Мотев и Васил Вайзев.

## Религии
Селската черква „Св. Никола-Летни“ е строена около 1674 г., като е била вкопана в земята, обиколена от дървета, с размери само 7 на 5 м. Според някои изследвания черквата е строена около 1550. По това време от 49 села и махали в Радомирско е имало само 6 черкви, строени от Охридската архиепископия, а именно в селата– Чуковец, Прибой, Старо село, Долни Раковец, Горна Диканя и Радибош и Червена могила. През 1842 г. черквата е разширена и изографисана от Димитър Зографски, художник от Самоковската школа. В района на селото е имало още три черкви, разрушени от турците. Едната е била в района на местност „Бутир“, другата в „Ласкарци“ и третата на връх „Гола глава“. Сегашната черква „Св. Никола-Летни“ е носила името „Св. Троица“ до 1900 г. Днес тя е пред срутване, поради падане на покрива на черквата. През 2014 г. бизнесмена Сашо Въжаров започва ремонт и възстановяване на черквата, заедно с кмета Георги Тренчев и земеделския производител Георги Станков, и реставрацията на стенописите и околното пространство.

## Обществени институции
След 1878 г. започва светско обучение до четвърто отделение. През 1927 г. се построява ново училище за обучение на децата до 7 клас. Училището се наименува „Васил Левски“. През 1933 г. се основава и читалище под името „Христо Ботев“. Училището и читалището дават образование и знания на стотици деца от селото.

## Културни и природни забележителности
Средновековна църква „Св. Никола-Летни“ – старото име до 1900 г. е Света Троица с. Чуковец. Въз основа на строителната техника и обемно-плановото решение строежа на църквата се отнася към 16 – 17 век. В нея са открити средновековни стенописи, а възрожденските стенописи са дело на самоковски зографи.
През 2018 г. църквата е обявена за паметник на културата с национално значение.

## Редовни събития
Ежегоден събор на селото, в последната събота на месец август или на 28 август, когато е празникът Успение на Св. Мария Богородица.